# Frowald Gil Hüttenmeister
Frowald Gil Hüttenmeister (* 2. März 1938 in Remscheid) ist ein deutscher Judaist.

## Leben
Hüttenmeister studierte in Deutschland, Österreich und Israel. 1970 promovierte er an der Universität des Saarlands. Hüttenmeister arbeitete als Dozent für Judaistik an den Universitäten Tübingen, Duisburg, Wuppertal, Paris und Haifa. Neben Übersetzungen publizierte Hüttenmeister seine Forschungen über jüdische Friedhöfe.
Hüttenmeister ist der Vater der Judaistin Nathanja Hüttenmeister.

## Ehrungen
- 2014 Obermayer German Jewish History Award

## Schriften
- Der Toseftatraktat Schekalim, Dissertation Universität des Saarlands, Philosophische Fakultät, 1970
- mit Gottfried Reeg: Die antiken Synagogen in Israel, 2 Bde., Reichert, Wiesbaden 1977, ISBN 3-920153-68-5
- Frowald Gil Hüttenmeister, Elke Maier, Jan Maier: Der jüdische Friedhof Wankheim. In: Kulturamt der Stadt Tübingen (Hrsg.): Beiträge zur Tübinger Geschichte. Band 7. Kommissionsverlag K. Theiss, Stuttgart 1995, ISBN 3-8062-1195-7.
- mit Eberhard Kändler: Der jüdische Friedhof Harburg, Christians, Hamburg 2004, ISBN 3-7672-1421-0
- Abkürzungsverzeichnis hebräischer Grabinschriften (AHebG). 1. Auflage Frankfurt am Main 1996. 2. Auflage Mohr Siebeck, Tübingen 2010, ISBN 978-3-16-150261-3
- mit Léa Rogg: Der jüdische Friedhof in Hegenheim = Le cimitière Israélite de Hegenheim (Haut-Rhin), Regionalkultur, Heidelberg/Basel 2004, ISBN 3-89735-194-3 (siehe Jüdischer Friedhof (Hégenheim))
- mit Gerhard Friedrich Linder für die Stadt Kuppenheim (Hrsg.): "Gewidmet vom unvergesslichen Gatten" : die Grabinschriften des jüdischen Friedhofes in Kuppenheim, Heidelberg/Basel 2010, ISBN 978-3-89735-573-6